# Sêrba
Sêrba (chinesisch 色尔坝片区, Pinyin Sè’ěrbà Piān Qū) ist ein Teilgebiet des Kreises Sêrtar, der zum Autonomen Bezirk Garzê der Tibeter in der chinesischen Provinz Sichuan gehört.

## Entwicklung
Im Jahre 1960 wurde Sêrba aus dem Kreis Zamtang im Autonomen Bezirk Ngawa herausgelöst und Sêrtar zugeschlagen. Verwaltungssitz und Zentrum von Sêrba ist die Großgemeinde Wungda. Wungda und einige der umliegenden Dörfer und Gemeinden wurden von der Kreisregierung in den letzten Jahren für die touristische Nutzung renoviert und ausgebaut. Schwerpunkt des Tourismus ist neben der Tallandschaft (Wungda liegt ca. 3370 m) vor allem die traditionelle qam-tibetische Wohnarchitektur. Hinzu kommt, dass Sêrba als ein Heimatgebiet König Gesars gilt, dessen Heldentaten im Gesar-Epos besungen werden, das seit 2009 zum UNESCO-Weltkulturerbe gehört. 
Zu den eher esoterischen Spekulationen ist die Theorie zu zählen, der Name des Ortes habe etwas mit den Sherpa zu tun. Zwar kamen die Sherpa (wörtlich = „Leute aus dem Osten“) vor etwa 600 Jahren aus dem Osten Tibets und dem Westen Sichuans ins Himalayagebirge, wo sie heute vor allem in Nepal und Indien, zu einem kleinen Teil auch noch in China leben, der Ortsname „Sêrba“ – ausgesprochen etwa särwua – bedeutet hingegen einfach „goldene Ebene“ und bezieht sich auf die Landschaft, die hier, wo mehrere Seitentäler bei Wungda auf das zentrale Flusstal des Sêr Qu (色曲) treffen, ein etwas größeres Flachland ermöglicht.

## Administrative Gliederung
Auf Gemeindeebene setzt sich Sêrba aus einer Großgemeinde und vier Gemeinden zusammen. Diese sind:
- Großgemeinde Wungda (翁达镇), bestehend aus sechs Dörfern;
- Gemeinde Golutang (歌乐沱乡), bestehend aus vier Dörfern;
- Gemeinde Gyaxoi (甲学乡), bestehend aus neun Dörfern;
- Gemeinde Xoreb (旭日乡), bestehend aus sechs Dörfern;
- Gemeinde Yanggo (杨各乡), bestehend aus sieben Dörfern.